# Justin Walley
Justin Walley (Biloxi, 22 settembre 2002) è un giocatore di football americano statunitense che milita nel ruolo di cornerback per gli Indianapolis Colts della National Football League (NFL).

## Carriera universitaria
Walley iniziò a giocare nel college football con Minnesota nel 2021. Nell'ultima partita della stagione regolare fece registrare un intercetto nella vittoria contro i rivali di Wisconsin. Chiuse la stagione con 29 tackle, 7 passaggi deviati, un fumble forzato, 2 fumble recuperati e un touchdown. Nel 2022 fece registrare 39 tackle, 2 passaggi deviati, 3 intercetti, un fumble forzato e uno recuperato. Nella prima partita della stagione 2023 forzò un fumble a meno di cinque minuti dal termine che contribuì alla vittoria in rimonta di Minnesota su Nebraska. Chiuse il 2023 con 45 tackle, 8 passaggi deviati, un intercetto, un fumble forzato e uno recuperato. Nel 2024 fu inserito nella seconda formazione ideale della Big Ten Conference.

## Carriera professionistica

### Indianapolis Colts
Walley fu scelto nel corso del terzo giro (80º assoluto) del Draft NFL 2025 dagli Indianapolis Colts.